# Ultra 24

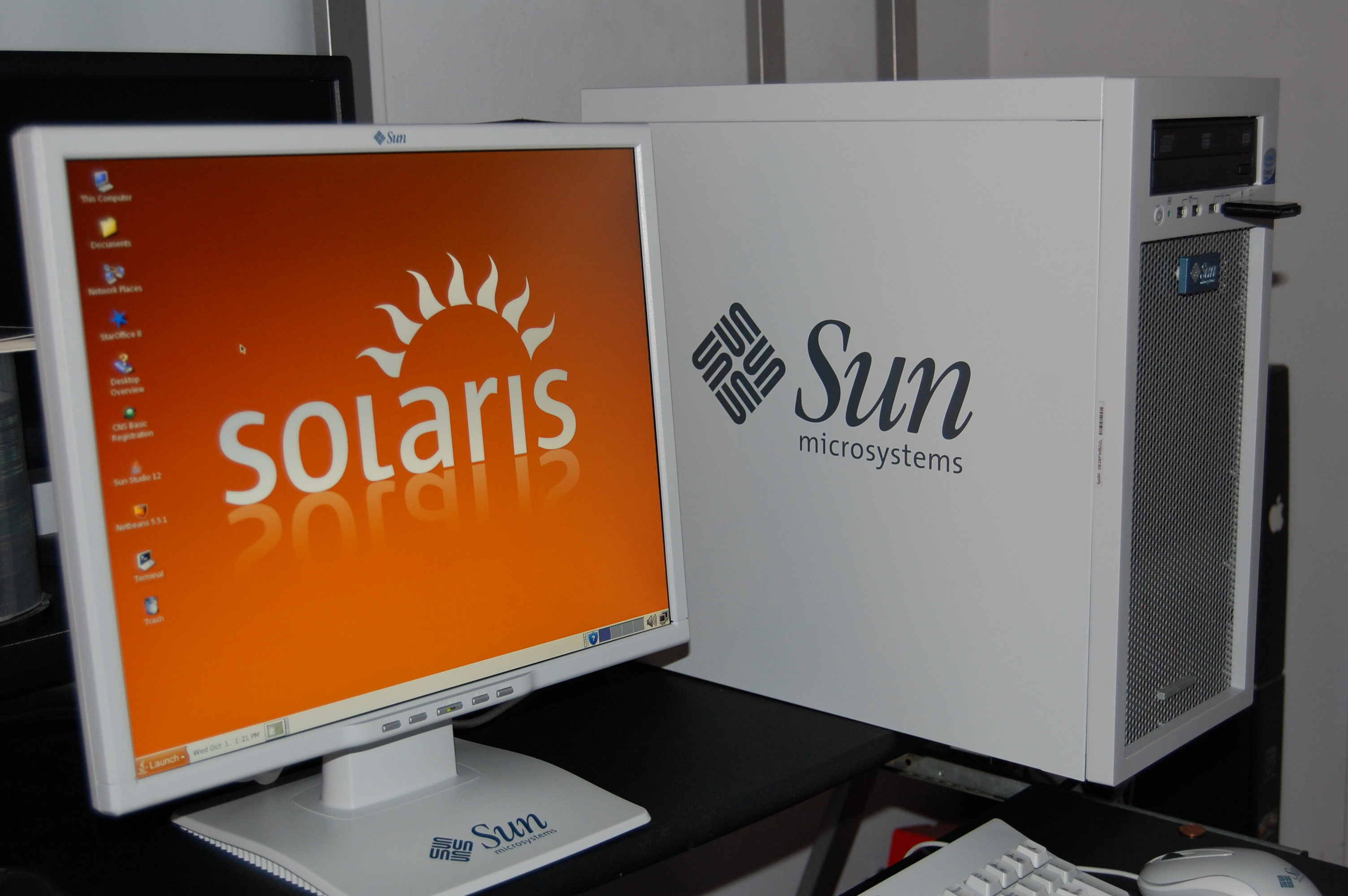
Sun Ultra 24

Ultra 24 — рабочая станция от Sun Microsystems на основе процессора Intel Core 2. Это первая рабочая станция Sun с процессором Intel после Sun386i в 1988.
Sun Ultra 24 была выпущена в 2007 и поставляется с предустановленной операционной системой Solaris 10. Также официально заявлена поддержка Linux (Red Hat), Windows XP и Windows Vista.
Ultra 24 — продукт сотрудничества Sun Microsystems, Intel и NVIDIA. Это одна из наиболее производительных однопроцессорных рабочих станций.

## Спецификация

### Процессоры
- CPU Intel Core2 Duo
- Intel Core2 Quad
- Intel Core2 Extreme

### Память
4 слота DIMM. Модули по 512 МБ, 1 ГБ и 2 ГБ. Максимум оперативной памяти 8 ГБ.